# デビスカップカザフスタン代表
デビスカップカザフスタン代表（ Kazakhstan Davis Cup team ）はカザフスタンテニス協会（Kazakhstan Tennis Federation）によって構成される国別テニス対抗戦デビスカップのカザフスタンのナショナルチームである。

## 実力
カザフスタン代表は目立った強豪選手はいないが、強豪国と互角に戦う実力国である。
2010年のワールドグループプレーオフでスイスを5-0で破ってワールドグループに昇格する。
ワールドグループ1年目の2011年、1回戦アウェーでのチェコ戦では第3試合を終えて2-1と王手をかけられるが、第4試合でアンドレイ・ゴルベフが世界ランク7位のトマーシュ・ベルディハを7–5, 5–7, 6–4, 6–2で破り、第5試合でミハイル・ククシュキンがヤン・ハジェクを破り、ワールドグループ初勝利を第4シードの強豪チェコからあげた。
2014年はワールドグループ準々決勝で世界ランク3位で同年の全豪優勝者のスタニスラス・ワウリンカとBIG4のロジャー・フェデラーが率いるスイスとアウェーで対戦。第1試合でゴルベフがワウリンカを7–6(5), 6–2, 3–6, 7–6(5)で破ると、第3試合でもフェデラー/ワウリンカ組をゴルベフ/ネドベソフ組が6-4, 7-6(5), 4-6, 7-6(6)で破り、2-1と王手をかける。しかし、第4,5試合でワウリンカとフェデラーが勝利をあげ、2-3で敗れた。
2015年は1回戦のイタリア戦でククシュキンが2勝をあげ、第5試合でアレクサンドル・ネドベソフがファビオ・フォニーニを7-6(5), 3-6, 4-6, 6-3, 7-5で破り、準々決勝進出。準々決勝のオーストラリア戦では第1,2試合でククシュキンとネドベソフが勝利し、2-0と初の準決勝進出に王手をかける。しかし、レイトン・ヒューイットとサム・グロスの活躍で2-3と逆転を許し、準決勝進出はならなかった。
2016年は1回戦で世界ランク1位のノバク・ジョコビッチが率いるセルビアと対戦。第1試合はジョコビッチがネドベソフにストレート勝ち。第2試合はククシュキンがビクトル・トロイツキにストレート勝ち。第3試合ではゴルベフ/ネドベソフ組がジョコビッチ/ジモニッチ組にストレートで勝ち、王手をかける。そして第4試合のジョコビッチ対ククシュキンではククシュキンがセットカウント2-1と、あと1セットで勝利まで追い込むが、4時間57分の激戦の末、7-6(6), 6-7(3), 6-4, 3-6, 2-6で逆転負け。第5試合でトロイツキがネドベソフにストレート勝ちし、2-3で敗れた。

## 最近の代表選手
2016
- ミハイル・ククシュキン
- アレクサンドル・ネドベソフ
- アンドレイ・ゴルベフ
- ドミトリー・ポプコ

## 主な歴代選手
| 選手                   | 勝利数 | シングルス 勝利数 | デビュー |
| ---------------------- | ------ | ----------------- | -------- |
| アンドレイ・ケドリュク | 66     | 43                | 1995     |

## 年度別成績
略語の説明
| W | F | SF | QF | #R | RR | Q# | LQ | A | Z# | PO | G | S | B | NMS | P | NH |

W=優勝, F=準優勝, SF=ベスト4, QF=ベスト8, #R=#回戦敗退, RR=ラウンドロビン敗退, Q#=予選#回戦敗退, LQ=予選敗退, A=大会不参加, Z#=デビスカップ/BJKカップ地域ゾーン, PO=デビスカップ/BJKカッププレーオフ, G=オリンピック金メダル, S=オリンピック銀メダル, B=オリンピック銅メダル, NMS=マスターズシリーズから降格, P=開催延期, NH=開催なし.
| 2009 | 2010 | 2011 | 2012 | 2013 | 2014 | 2015 | 2016 | 2017 |
| ---- | ---- | ---- | ---- | ---- | ---- | ---- | ---- | ---- |
| G1   | PO   | QF   | 1R   | QF   | QF   | QF   | 1R   |      |